# Rabat-Salé-Zemmour-Zaer
Rabat-Salé-Zemmour-Zaer foi uma região do Marrocos, vigente entre 1997 e 2015. Sua capital era a cidade de Rabat.